# أيت شفعة
أيت شفعة إحدى بلديات دائرة أزفون التابعة لولاية تيزي وزو.

## مواضيع ذات صلة
- بلديات ولاية تيزي وزو
- دوائر ولاية تيزي وزو